# Cantón de Courçon
El cantón de Courçon era una división administrativa francesa, que estaba situada en el departamento de Charente Marítimo y la región de Poitou-Charentes.

## Composición
El cantón estaba formado por catorce comunas:
- Angliers
- Benon
- Courçon
- Cramchaban
- Ferrières
- La Grève-sur-Mignon
- La Laigne
- La Ronde
- Le Gué-d'Alleré
- Nuaillé-d'Aunis
- Saint-Cyr-du-Doret
- Saint-Jean-de-Liversay
- Saint-Sauveur-d'Aunis
- Taugon

## Supresión del cantón de Courçon
En aplicación del Decreto n.º 2014-269 de 27 de febrero de 2014, el cantón de Courçon fue suprimido el 22 de marzo de 2015 y sus 14 comunas pasaron a formar parte del nuevo cantón de Marans.